# Sommer-Paralympics 2008/Teilnehmer (Costa Rica)
| stlisierte Goldmedaille | stlisierte Silbermedaille | stlisierte Bronzemedaille |
| ----------------------- | ------------------------- | ------------------------- |
| —                       | —                         | —                         |

Costa Rica nahm mit zwei Sportlern an den Sommer-Paralympics 2008 im chinesischen Peking teil. Fahnenträger war Geovanni Rodriguez Granados. Beide Athleten schieden jeweils nach der Vorrunde aus.

## Teilnehmer nach Sportart

### Tischtennis
Männer
- Domingo Arguello Garcia
- Geovanni Rodriguez Granados